# Carreau (dentelle)
Pour les articles homonymes, voir Carreau.
 (mars 2017).
Si vous disposez d'ouvrages ou d'articles de référence ou si vous connaissez des sites web de qualité traitant du thème abordé ici, merci de compléter l'article en donnant les références utiles à sa vérifiabilité et en les liant à la section « Notes et références ».
Un carreau est le support utilisé par les dentellières pour effectuer leur travail. Il n’est utilisé que dans le cadre de la dentelle aux fuseaux. 

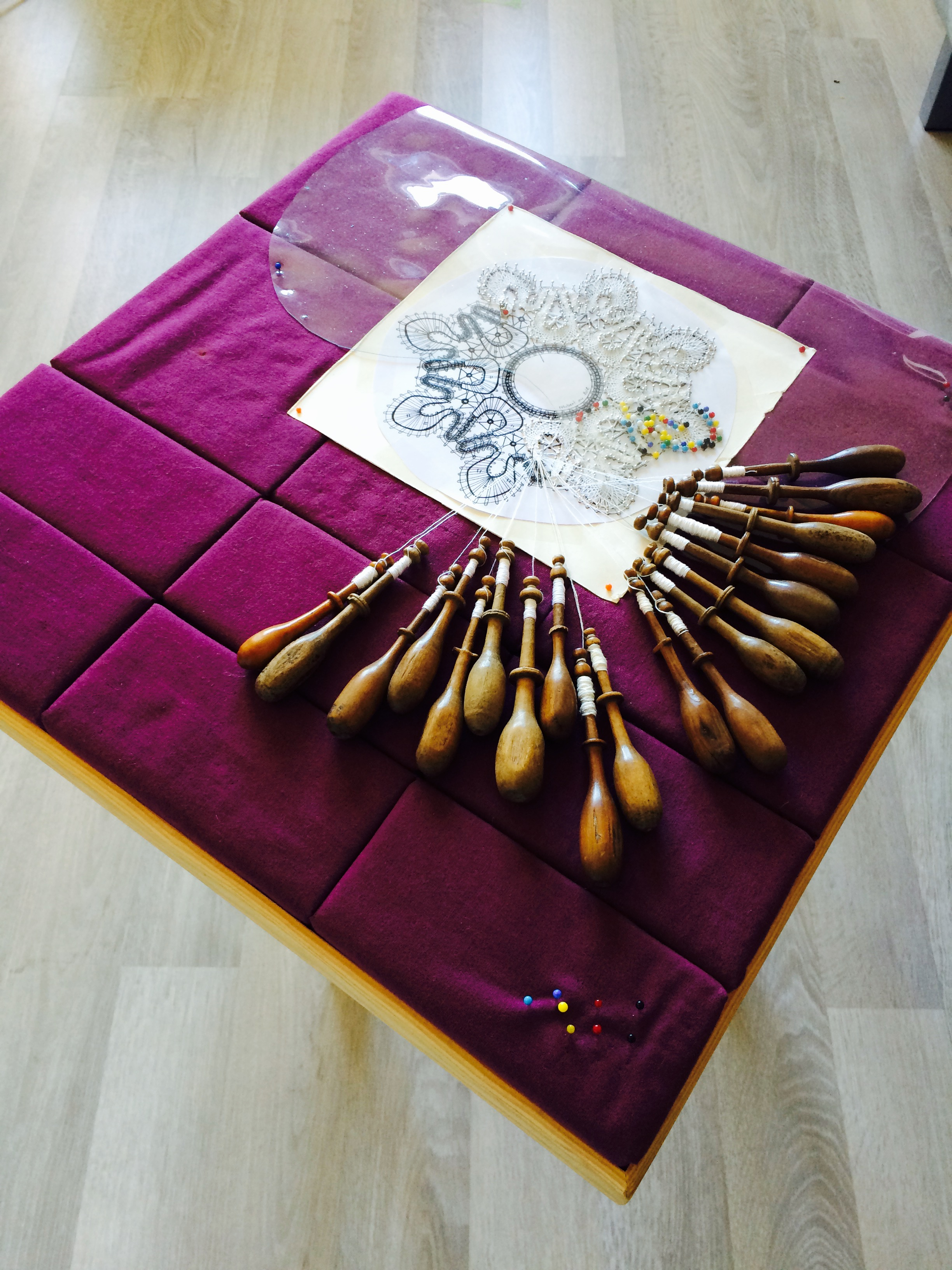
Carreau plat de dentelle aux fuseaux

## Historique
En France, le carreau a beaucoup évolué au fil du temps. S’il avait une forme bombée autrefois, empruntant la forme d'une machine à écrire selon Jean Anglade, les carreaux modernes prennent une forme parfaitement plate dans la seconde moitié du XXe siècle. La fabrication des carreaux reste artisanale. Au XXe siècle, alors que le commerce de la dentelle vivait ses heures de gloire, les femmes fabriquaient elle-même leur carreau à la ferme, et en profitaient pour les personnaliser avec des images dédiées à  la Vierge ou à Saint François Régis, patron des dentellières. Au XXIe siècle, cela devient plus rare et la fabrication est quelquefois confiée à des artisans ou à des personnes plus âgées détenant le savoir-faire nécessaire à la confection de cet outil. 
Chaque pays détient ses formes de carreau et ses techniques de fabrication.

## Confection
Certains carreaux anciens comportent un tambour cylindrique, monté sur un axe et pouvant tourner, sur laquelle est fixé le patron du motif à réaliser ; la rotation du tambour au fur et à mesure de l'avancement du travail permet de réaliser des dentelles en continu d'une longueur certaine, par exemple pour border des cols ou des manches de chemise en fil pour les bébés.

Les carreaux plats sont composés d’une base en bois, carrée, ronde ou octogonale, mesurant généralement autour de 60 × 60 cm. Cette base est remplie de carrées de mousse tel que le polystyrène extrudé. Ces carrées peuvent être recouverts de feutrine, puis de tissu. Le fait d’avoir des carrées mouvants permet de les déplacer afin de réaliser tous types de dentelles.